# Pesem poletja 2008
Finale 4. izbora za pesem poletja 2008 je potekal 31. avgusta v grosupeljskem casinoju Kongo. Na festivalu, ki je potekal v organizaciji TV Paprike, se je za nagrade potegovalo 49 večinoma slovenskih izvajalcev, ki jih je med 112 prispelimi prijavami predhodno izbrala strokovna komisija. Priredite sta povezovala Neža Marolt in Mark Žitnik. Kot gostje so nastopili: Čuki (Uuu), zmagovalci Pesmi poletja 2007 Turbo Angels, Saša Lendero in Rebeka Dremelj. Glavno nagrado je prejela skladba Kamasutra v izvedbi Domna Kumra in Petre Pečovnik.

### Finalne tekmovalne skladbe
| #   | Izvajalec                    | Pesem             |
| --- | ---------------------------- | ----------------- |
| 1.  | Sanja Grohar                 | Greh v pesku      |
| 2.  | Kristina                     | Nisem tvoja lutka |
| 3.  | 4Play                        | DJ                |
| 4.  | Sexplosion                   | Astronavt         |
| 5.  | Skater                       | Roke proč         |
| 6.  | Manca Špik                   | Que sera sera     |
| 7.  | Rok Kosmač                   | Prepusti se mi    |
| 8.  | Taya                         | Zdi se mi         |
| 9.  | Zlatko Dobrič & Mili         | Serenada ljubavi  |
| 10. | Mirna Reynolds               | Kavboj            |
| 11. | Casanova                     | Robot             |
| 12. | Peter Januš                  | Daleč od oči      |
| 13. | Katja Klemenc                | Lutka iz papirja  |
| 14. | Ana Rotar                    | Mamin sin         |
| 15. | Iris                         | Zdaj znam reči ne |
| 16. | Rogoški slavčki              | Gumi defekt       |
| 17. | Sons                         | Aspirin           |
| 18. | Nino                         | Še in še          |
| 19. | Gorazd Ademovič              | Ljubljena         |
| 20. | Maja Prašnikar               | Trga me           |
| 21. | Atlantix                     | Du bi du          |
| 22. | Domen Kumer & Petra Pečovnik | Kamasutra         |
| 23. | Martin Perovič               | Bumerang          |
| 24. | Petra Pečovnik               | Vem, da blefiraš  |
| 25. | Karma                        | Temperatura       |

| #   | Izvajalec       | Pesem               |
| --- | --------------- | ------------------- |
| 26. | Vesna Kociper   | Šesti čut           |
| 27. | Ela             | Sem in tja          |
| 28. | Kingston        | Klub Tropikana      |
| 29. | Foxy Teens      | Gremo fantje        |
| 30. | Malibu          | Južno od ekvatorja  |
| 31. | Lepi Dasa       | Pleše vsa Slovenija |
| 32. | Amor            | Pustite me samo     |
| 33. | Tanja Žagar     | Če brez ljubezni bi |
| 34. | Jernej Dermota  | What a Night        |
| 35. | Špelca          | A si me sanjal      |
| 36. | Sara Kobold     | Kratek stik         |
| 37. | Damir Kovačič   | A puro dolor        |
| 38. | Pijamas         | Nočno kopanje       |
| 39. | Niki            | Malo je premalo     |
| 40. | Yuhubanda       | Nisi ta             |
| 41. | Urša Čepin      | Diva                |
| 42. | Sandra Auer     | Afrika              |
| 43. | Petra Slapar    | Blizu               |
| 44. | Duo Harmony     | Ljubezenski stroj   |
| 45. | Minea           | Još si moj (rmx)    |
| 46. | Stereotipi      | Pokaži mi jo mal    |
| 47. | ET              | Prazan stan         |
| 48. | Atomik Harmonik | Sladko vince        |
| 49. | Nikola Burovac  | Neko kao ja         |

Skupina Atomik Harmonik ni nastopila.

### Nagrade
Strokovno žirijo, ki je podelila večino nagrad, so sestavljali: Saša Lendero, Adel Djutović, Nace Junkar, Maja Kljun, Raay, Rok Sterle, Ota Roš, Damjan Mušič in Rebeka Dremelj.
| Nagrada                                                                          | Prejemnik                                 |
| -------------------------------------------------------------------------------- | ----------------------------------------- |
| Najboljša festivalska tematika                                                   | Greh v pesku – Sanja Grohar               |
| Pesem Konga (nagrada obiskovalcev Konga)                                         | Nisem tvoja lutka – Kristina              |
| Najboljša pesem po izboru radijskih postaj (nagrada za najbolj predvajano pesem) | Que sera sera – Manca Špik                |
| Najboljše besedilo                                                               | Urša Vlašič za Que sera sera (Manca Špik) |
| Najboljši odrski nastop                                                          | Casanova (Robot)                          |
| Najboljši aranžma                                                                | Josip Miani - Pipi za Robot (Casanova)    |
| Najboljša pesem po mnenju fotografov in novinarjev                               | Trga me – Maja Prašnikar                  |
| Pesem poletja 2008 (glavna nagrada)                                              | Kamasutra − Domen Kumer & Petra Pečovnik  |
| Najboljša melodija                                                               | Prazan stan – ET                          |
| Najboljša pesem po izboru strokovne žirije                                       | Neko kao ja – Nikola Burovac              |
| Naj debitantka                                                                   | Ela (Sem in tja)                          |
| Najboljša interpretacija                                                         | Petra Slapar (Blizu)                      |
| Najboljša interpretacija                                                         | Casanova (Robot)                          |
| Najboljša izvajalka                                                              | Špelca (A si me sanjal)                   |